# Pascal Sergent
Pascal Sergent, né le 21 mars 1958 à Roubaix, est un spécialiste de l’histoire du cyclisme, auteur d’une cinquantaine d’ouvrages sur ce thème.

## Biographie
Pascal Sergent est coureur cycliste amateur au Vélo-club de Roubaix à la fin des années soixante-dix, où il a côtoyé notamment Alain Bondue.
Au début des années 1990, il écrit des articles pour le quotidien Nord Éclair, puis pour des revues spécialisées comme Cyclisme international, Vélo-News, Cycl’Hist, Vélo-Star ou Ciclismo a fondo en Espagne. Son premier livre, Paris-Roubaix, chronique d’une légende, en deux volumes, est édité en 1990. Spécialiste de Paris-Roubaix, il a consacré une douzaine de livres sur le sujet, allant de Un siècle de Paris-Roubaix, 1896-1996 en 1996 (Éditions de Eecloonaar) à Les Objets de Paris-Roubaix en 2013 (Éditions Ouest-France), en passant par une bande dessinée, L’Épopée de Paris-Roubaix, réalisée avec Teel (Éditions Le Téméraire). Il est aussi l’auteur d’ouvrages de vulgarisation à l’image de Reflets du tour, 1903-2003 (Éditions Sutton) et également de thèmes plus approfondis comme les biographies de Charles Crupelandt, Le Champion des brumes, en 1999 (Éditions de Eecloonaar), ou Edmond Jacquelin, la vie du champion le plus populaire de tous les temps, en 2008 (L'Harmattan), rappelant le parcours d’un champion de la Belle Époque. Plusieurs de ses ouvrages ont été traduits en néerlandais, anglais (pour le marché britannique et américain par Bromley Books London) ou italien (SEP Milano),,,.
Il a été le conseiller pour plusieurs productions cinématographiques, notamment « Cent ans de Paris-Roubaix » (Pathé-Gaumont, France 3, 1996) et « Paris-Roubaix », produit par la télévision japonaise NHK en 1998. Consultant sportif pour différentes épreuves comme la Fresca Classic aux États-Unis, il fut l’un des membres fondateurs, et le premier vice-président, de l’Association « Les Amis de Paris-Roubaix » puis, entre 1995 et 2005, président de la course cycliste professionnelle le « Circuit Franco-Belge » (devenue l'Eurométropole Tour) et membre de l'Association internationale des organisateurs de courses cyclistes (AIOCC).
Depuis 2013 il est membre de l’Association des « Amis de Jean Stablinski », de l’Amicale des anciens coureurs du Nord-Pas-de-Calais. Vice-président du comité régional des Hauts-de-France de cyclisme depuis 2017, il en a pris la présidence en septembre 2019,. Il est également membre du conseil fédéral de la Fédération française de cyclisme depuis 2020 et membre de la Commission Piste de l'Union Européenne de Cyclisme (UEC) pour le mandat 2021-2025.

## Distinctions
- Prix Louis Nucéra 2000 pour sa biographie de Charles Crupelandt Le Champion des Brumes[30].
- Prix du Salon du Livre de Landrecies 2012, créé par Jean-Marie Leblanc, pour La Saga Vandenbroucke[31].
- Un Siècle de Paris-Roubaix, 1896-1996[32] élu dans le « Top 50 Cycling Books of all time » en 2010 par le magazine américain Cycle Sport[33].